# پهن‌شدگی دوپلری

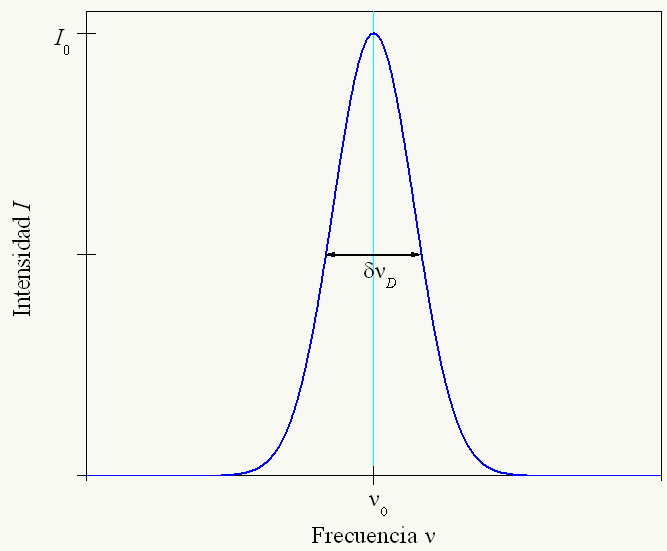
طرح‌وارهٔ بالا، گسترش خط طیفی را نشان می‌دهد. (𝜈۰) در نتیجهٔ اثر دوپلر به شکل تابع گاوسی در می‌آید.

پهن‌شدگی دوپلری (به انگلیسی: Doppler broadening) در فیزیک اتمی به معنای پهن‌شدن خطوط طیفی به دلیل اثر دوپلر و توزیع سرعت اتم‌ها یا مولکول‌هاست. سرعت‌های متفاوت ذرات منجر به شیفت‌های دوپلری متفاوت می‌شود و مجموع این شیفت‌هابه پهن شدگی دوپلری منجر می‌گردند.
یک نمونهٔ خاص پهن‌شدگی دوپلری گرمایی به‌دلیل حرکت گرمایی ذرات است. در نتیجه، این پهن‌شدگی فقط وابسته به فرکانس، جرم ذرات گسیل‌کننده و دما می‌باشد، پس می‌تواند برای اندازه‌گیری دمای یک‌جسم گسیل‌کننده استفاده شود.

## توصیف ریاضی
وقتی حرکت گرمایی موجب حرکت ذره به سمت مشاهده گر شود، تابش گسیلی به فرکانس بیشتری شیفت پیدا می‌کند و به همین ترتیب اگر ذره دور شود فرکانس کمتر خواهد شد. برای سرعت‌های غیر نسبیتی شیفت داپلری در فرکانس به صورت زیر خواهد بود:
{\displaystyle f=f_{0}\left(1+{\frac {v}{c}}\right),}
جاییکه  {\displaystyle f} فرکانس مشاهده شده توسط ناظر،{\displaystyle f_{0}}  فرکانس گسیلی از ذره،{\displaystyle v} سرعت ذره نسبت به ناظر و {\displaystyle c} سرعت نور است. چون یک توزیع سرعت برای ذرات موجود در یک محفظهٔ گازی با حجم V وجود دارد، پس شیفت فرکانسی به ازای هر سرعت، منجر به یک پهن شدگی در طیف گسیلی می‌شود. اگر{\displaystyle P_{v}(v)\,dv}  کسری از ذرات با مولفه سرعت {\displaystyle v} تا {\displaystyle v+dv} باشند توزیع فرکانس متناظر با ان برابر است با:
{\displaystyle P_{f}(f)\,df=P_{v}(v_{f}){\frac {dv}{df}}\,df,}
که {\displaystyle v_{f}=c\left({\frac {f}{f_{0}}}-1\right)} سرعت ذره نسبت به ناظر، متناظر با شیفت داپلری {\displaystyle f_{0}} به {\displaystyle f}است؛ بنابراین:
{\displaystyle P_{f}(f)\,df={\frac {c}{f_{0}}}P_{v}\left(c\left({\frac {f}{f_{0}}}-1\right)\right)\,df.}
در پهن شدگی دوپلری گرمایی، توزیع سرعت یک توزیع ماکسول خواهد بود:
{\displaystyle P_{v}(v)\,dv={\sqrt {\frac {m}{2\pi kT}}}\,\exp \left(-{\frac {mv^{2}}{2kT}}\right)\,dv,}
که در ان {\displaystyle m} جرم ذره ، {\displaystyle T} دما و {\displaystyle k} ثابت بولتسمان است در نتیجه:
```

  

    

      

        

          
P

          

            
f

          

        

        
(

        
f

        
)

        

        
d

        
f

        
=

        

          

            
c

            

              
f

              

                
0

              

            

          

        

        

          

            

              
m

              

                
2

                
π

                
k

                
T

              

            

          

        

        

        
exp

        
⁡

        

          
(

          

            
−

            

              

                

                  
m

                  

                    

                      
[

                      

                        
c

                        

                          
(

                          

                            

                              

                                
f

                                

                                  
f

                                  

                                    
0

                                  

                                

                              

                            

                            
−

                            
1

                          

                          
)

                        

                      

                      
]

                    

                    

                      
2

                    

                  

                

                

                  
2

                  
k

                  
T

                

              

            

          

          
)

        

        

        
d

        
f

        
.

      

    

    
{\displaystyle P_{f}(f)\,df={\frac {c}{f_{0}}}{\sqrt {\frac {m}{2\pi kT}}}\,\exp \left(-{\frac {m\left[c\left({\frac {f}{f_{0}}}-1\right)\right]^{2}}{2kT}}\right)\,df.}

  

```

این رابطه را می‌توان به صورت زیر ساده‌نویسی کرد:
{\displaystyle P_{f}(f)\,df={\sqrt {\frac {mc^{2}}{2\pi kTf_{0}^{2}}}}\,\exp \left(-{\frac {mc^{2}\left(f-f_{0}\right)^{2}}{2kTf_{0}^{2}}}\right)\,df,}
این رابطه بیانگر یک تابع گاوسی می‌باشد که ازان می‌توان یه پهنای خط طیفی دست یافت:
{\displaystyle \Delta f_{\text{FWHM}}={\sqrt {\frac {8kT\ln 2}{mc^{2}}}}f_{0}.}